# Crystal Waters

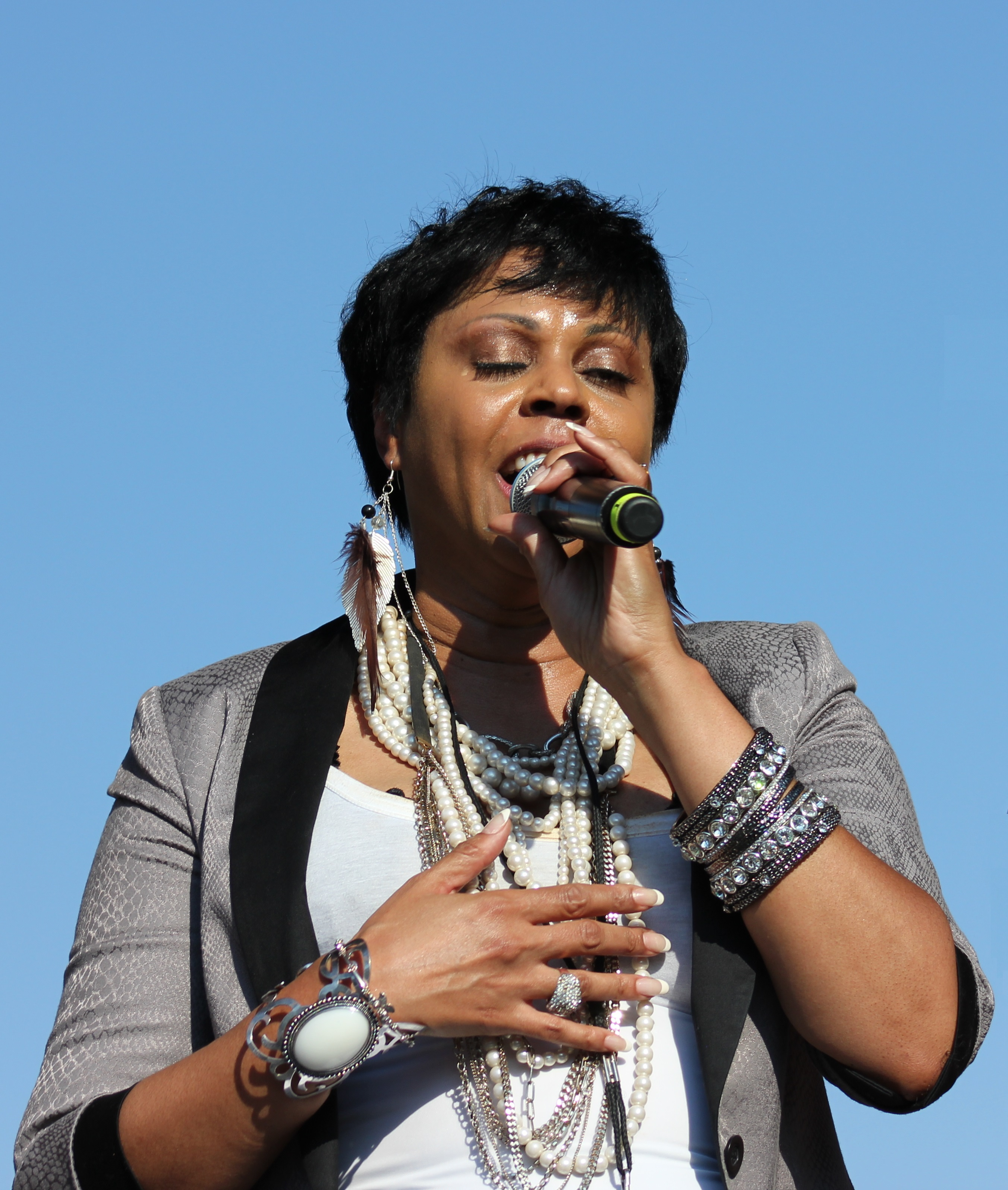
Crystal Waters (2012)

Crystal Waters (* 19. November 1961 in Philadelphia, Pennsylvania) ist eine US-amerikanische House-Sängerin.

## Biografie
Crystal Waters ist die Tochter des Jazzmusikers Junior Waters und eine Nichte der Schauspielerin und Sängerin Ethel Waters. Sie studierte Informatik an der Howard University in Washington, D.C. und arbeitete nach dem Abschluss zunächst als Programmiererin. Neben dem Beruf jobbte sie als Session-Sängerin, schrieb Songs und nahm ein Demotape mit dem von ihr komponierten Lied Gypsy Woman (She’s Homeless) auf, das sie selbst unter die Leute brachte. Nach einer Weile meldeten sich drei DJs, die unter dem Namen Basement Boys zusammenarbeiteten, bei ihr und unterstützten sie.
Gypsy Woman (She’s Homeless) wurde 1991 ein großer Erfolg und erreichte weltweit Top-Ten-Platzierungen. In der Schweiz war es ein Nummer-eins-Hit, in Deutschland und Großbritannien erreichte es Platz 2, in Österreich Platz 3. In den USA bekam die Single Gold.
In den Folgejahren war Waters mit weiteren Songs erfolgreich. Mit 100 % Pure Love hatte sie eine weitere Gold-Single, die in mehreren Ländern bis in die Top 20 kam. Andere Hits waren Makin’ Happy oder Say… If You Feel Alright. Nach 2000 veröffentlichte sie zwei Best-of-Alben und arbeitete mit anderen Künstlern zusammen, so war sie 2003 mit Dutch und dem Titel My Time sowie 2007 mit Alex Gaudino und dem Titel Destination Calabria in den Charts. Im gleichen Jahr ging die Amerikanerin auf Welttournee.
2010 erschien die Single When People Come Together vs. Bellani & Spada. 2011 sang Waters den Clubhit Le Bump für Yolanda Be Cool.

## Diskografie

### Alben
| Jahr | Titel       | Höchstplatzierung, Gesamtwochen, AuszeichnungChartplatzierungen (Jahr, Titel, Platzierungen, Wochen, Auszeichnungen, Anmerkungen) | Höchstplatzierung, Gesamtwochen, AuszeichnungChartplatzierungen (Jahr, Titel, Platzierungen, Wochen, Auszeichnungen, Anmerkungen) | Höchstplatzierung, Gesamtwochen, AuszeichnungChartplatzierungen (Jahr, Titel, Platzierungen, Wochen, Auszeichnungen, Anmerkungen) | Höchstplatzierung, Gesamtwochen, AuszeichnungChartplatzierungen (Jahr, Titel, Platzierungen, Wochen, Auszeichnungen, Anmerkungen) | Höchstplatzierung, Gesamtwochen, AuszeichnungChartplatzierungen (Jahr, Titel, Platzierungen, Wochen, Auszeichnungen, Anmerkungen) | Höchstplatzierung, Gesamtwochen, AuszeichnungChartplatzierungen (Jahr, Titel, Platzierungen, Wochen, Auszeichnungen, Anmerkungen) | Anmerkungen |
| Jahr | Titel       | DE | AT | CH | UK | US | R&B | Anmerkungen |
| ---- | ----------- | --- | --- | --- | --- | --- | --- | --- |
| 1991 | Surprise    | DE45 (7 Wo.)DE | AT23 (10 Wo.)AT | CH24 (9 Wo.)CH | — | US197 (3 Wo.)US | R&B65 (16 Wo.)R&B | Erstveröffentlichung: 25. Juni 1991 Produzenten: The Basement Boys                                                           |
| 1994 | Storyteller | — | — | — | — | US199 Gold · (1 Wo.)US | R&B73 (6 Wo.)R&B | Erstveröffentlichung: 17. Mai 1994 Produzenten: The Basement Boys, Greg Smith, David Anthony, Easy Mo Bee, The LG Experience |

Weitere Alben
- 1997: Crystal Waters

### Kompilationen
- 1998: The Best Of
- 2001: Gypsy Woman: The Collection
- 2001: Best Of: The Millennium Collection

### Singles
| Jahr | Titel Album                                                       | Höchstplatzierung, Gesamtwochen, AuszeichnungChartplatzierungen (Jahr, Titel, Album, Platzierungen, Wochen, Auszeichnungen, Anmerkungen) | Höchstplatzierung, Gesamtwochen, AuszeichnungChartplatzierungen (Jahr, Titel, Album, Platzierungen, Wochen, Auszeichnungen, Anmerkungen) | Höchstplatzierung, Gesamtwochen, AuszeichnungChartplatzierungen (Jahr, Titel, Album, Platzierungen, Wochen, Auszeichnungen, Anmerkungen) | Höchstplatzierung, Gesamtwochen, AuszeichnungChartplatzierungen (Jahr, Titel, Album, Platzierungen, Wochen, Auszeichnungen, Anmerkungen) | Höchstplatzierung, Gesamtwochen, AuszeichnungChartplatzierungen (Jahr, Titel, Album, Platzierungen, Wochen, Auszeichnungen, Anmerkungen) | Höchstplatzierung, Gesamtwochen, AuszeichnungChartplatzierungen (Jahr, Titel, Album, Platzierungen, Wochen, Auszeichnungen, Anmerkungen) | Höchstplatzierung, Gesamtwochen, AuszeichnungChartplatzierungen (Jahr, Titel, Album, Platzierungen, Wochen, Auszeichnungen, Anmerkungen) | Anmerkungen                                                                                             | [↑]: gemeinsam behandelt mit vorhergehendem Eintrag; [←]: in beiden Charts platziert |
| Jahr | Titel Album                                                       | DE | AT | CH | UK | US | R&B | Dance | Anmerkungen                                                                                             |                                                                                      |
| ---- | ----------------------------------------------------------------- | --- | --- | --- | --- | --- | --- | --- | --- | ------------------------------------------------------------------------------------ |
| 1991 | Gypsy Woman (La Da Dee La Da Da) Surprise                         | DE2 (19 Wo.)DE | AT3 (14 Wo.)AT | CH1 (16 Wo.)CH | UK2 Silber + Platin (Digital) · (10 Wo.)UK                                                                                               | US8 Gold · (16 Wo.)US | R&B25 (14 Wo.)R&B | Dance1 (14 Wo.)Dance | Erstveröffentlichung: April 1991                                                                        |                                                                                      |
| 1991 | Makin’ Happy Surprise                                             | — | — | CH22 (3 Wo.)CH | UK18 (6 Wo.)UK | — | R&B63 (7 Wo.)R&B | Dance1 (10 Wo.)Dance | Erstveröffentlichung: August 1991                                                                       |                                                                                      |
| 1991 | Surprise                                                          | — | — | — | — | — | — | Dance35 (7 Wo.)Dance | Erstveröffentlichung: Dezember 1991                                                                     |                                                                                      |
| 1992 | Megamix –                                                         | — | — | — | UK39 (3 Wo.)UK | — | — | — | Erstveröffentlichung: 30. Dezember 1991                                                                 |                                                                                      |
| 1992 | Gypsy Woman / Peace (Remixes) –                                   | — | — | — | UK35 (2 Wo.)UK | — | — | — | Erstveröffentlichung: September 1992                                                                    |                                                                                      |
| 1994 | 100% Pure Love Storyteller                                        | DE33 (11 Wo.)DE | AT26 (3 Wo.)AT | CH20 (12 Wo.)CH | UK15 (7 Wo.)UK | US11 Gold · (45 Wo.)US | R&B38 (20 Wo.)R&B | Dance1 (15 Wo.)Dance | Erstveröffentlichung: März 1994                                                                         |                                                                                      |
| 1994 | Ghetto Day Storyteller                                            | — | — | — | UK40 (4 Wo.)UK | — | — | — | Erstveröffentlichung: 20. Juni 1994                                                                     |                                                                                      |
| 1994 | What I Need Storyteller                                           | — | — | —[UK: ↑] | UK40 (4 Wo.)UK | US82 (4 Wo.)US | — | Dance1 (13 Wo.)Dance | Erstveröffentlichung: August 1994                                                                       |                                                                                      |
| 1995 | Relax Storyteller                                                 | — | — | — | UK37 (2 Wo.)UK | — | — | Dance1 (11 Wo.)Dance | Erstveröffentlichung: Juni 1995                                                                         |                                                                                      |
| 1996 | In de Ghetto The Program                                          | — | — | — | UK35 (2 Wo.)UK | — | — | Dance20 (10 Wo.)Dance | David Morales und The Bad Yard Club feat. Crystal Waters und Delta Bennett                              |                                                                                      |
| 1997 | Say … If You Feel Alright Crystal Waters                          | — | — | — | UK45 (2 Wo.)UK | US40 (15 Wo.)US | R&B52 (14 Wo.)R&B | Dance6 (14 Wo.)Dance | Erstveröffentlichung: Dezember 1996                                                                     |                                                                                      |
| 1997 | Just a Freak Crystal Waters                                       | — | — | — | — | — | — | Dance13 (14 Wo.)Dance | Erstveröffentlichung: Mai 1997 feat. Dennis Rodman                                                      |                                                                                      |
| 2001 | Come On Down –                                                    | — | — | — | — | — | — | Dance1 (14 Wo.)Dance | Erstveröffentlichung: Oktober 2001                                                                      |                                                                                      |
| 2003 | My Time –                                                         | — | — | — | UK22 (4 Wo.)UK | — | — | Dance1 (15 Wo.)Dance | Erstveröffentlichung: Juli 2003 Dutch feat. Crystal Waters                                              |                                                                                      |
| 2004 | Destination Unknown (US) Destination Calabria (EU) My Destination | DE30 (11 Wo.)DE | AT55 (13 Wo.)AT | CH50 (4 Wo.)CH | UK4 Gold · (24 Wo.)UK | — | — | Dance8 (12 Wo.)Dance | Erstveröffentlichung: Juni 2004 Charteintritt in EU erst im März 2007 Alex Gaudino feat. Crystal Waters |                                                                                      |
| 2009 | Never Enough –                                                    | — | — | — | — | — | — | Dance20 (11 Wo.)Dance | Erstveröffentlichung: Januar 2009                                                                       |                                                                                      |
| 2012 | A Love I Call My Own –                                            | — | — | — | — | — | — | Dance18 (12 Wo.)Dance | Erstveröffentlichung: Dezember 2012 mit Nicola Fasano und Steve Forest                                  |                                                                                      |
| 2013 | Oh Mama Hey –                                                     | — | — | — | — | — | — | Dance1 (13 Wo.)Dance | Erstveröffentlichung: Januar 2013 Chris Cox und DJ Frankie feat. Crystal Waters                         |                                                                                      |
| 2015 | Synergy –                                                         | — | — | — | — | — | — | Dance1 (13 Wo.)Dance | Erstveröffentlichung: September 2015 mit Sted-E und Hybrid Heights                                      |                                                                                      |

Weitere Singles
- 1992: You Turn Me On
- 1996: The Boy from Ipanema
- 2000: My Love (100% feat. Crystal Waters)
- 2001: Who Taught You How
- 2001: Enough
- 2001: Night in Egypt (Sunseeker feat. Crystal Waters)
- 2004: Lies
- 2006: Gypsy Woman 2006 (La-Da-Dee) (Sami Dee & Freddy Jones vs. Crystal Waters)
- 2008: Dancefloor (vs. Speakerbox)
- 2009: Gypsy Woman 2009 (Tristan Garner vs. Crystal Waters) (2 mp3-Files)
- 2010: When People Come Together (vs. Bellani & Spada)
- 2011: Le Bump (Yolanda Be Cool feat. Crystal Waters)
- 2011: Say Yeah (vs. Fred Pellichero)

## Auszeichnungen für Musikverkäufe
| Goldene Schallplatte - Belgien - 2007: für die Single Destination Calabria - Dänemark - 2024: für die Single Destination Calabria - Italien - 2023: für die Single Destination Calabria | Platin-Schallplatte - Australien - 1994: für die Single 100% Pure Love - 2008: für die Single Destination Calabria - Spanien - 2008: für die Single Destination Calabria |

Anmerkung: Auszeichnungen in Ländern aus den Charttabellen bzw. Chartboxen sind in ebendiesen zu finden.
| Land/RegionAuszeichnungen für Musikverkäufe (Land/Region, Auszeichnungen, Verkäufe, Quellen) | Silber  | Gold     | Platin     | Verkäufe  | Quellen       |
| -------------------------------------------------------------------------------------------- | ------- | -------- | ---------- | --------- | ------------- |
| Australien (ARIA)                                                                            | —       | —        | 2× Platin2 | 140.000   | aria.com.au   |
| Belgien (BRMA)                                                                               | —       | Gold1    | —          | 25.000    | ultratop.be   |
| Dänemark (IFPI)                                                                              | —       | Gold1    | —          | 45.000    | ifpi.dk       |
| Italien (FIMI)                                                                               | —       | Gold1    | —          | 50.000    | fimi.it       |
| Spanien (Promusicae)                                                                         | —       | —        | Platin1    | 20.000    | promusicae.es |
| Vereinigte Staaten (RIAA)                                                                    | —       | 3× Gold3 | —          | 1.500.000 | riaa.com      |
| Vereinigtes Königreich (BPI)                                                                 | Silber1 | Gold1    | Platin1    | 1.200.000 | bpi.co.uk     |
| Insgesamt                                                                                    | Silber1 | 7× Gold7 | 4× Platin4 |           |               |